# Mortelles Confessions
Pour plus de détails, voir Fiche technique et Distribution.
Mortelles Confessions (titre original : House of Mortal Sin) est un film d'horreur britannique réalisé par Pete Walker en 1976.

## Synopsis
À la suite de la rupture avec son amant, Jenny Welch vit avec sa sœur Vanessa. Sa vie amoureuse instable la pousse à aller en confessions avec le père Xavier Meldrum à l’Église, recommandé par son ami d'enfance, le prêtre Bernard Cutler. Froid et acariâtre, Meldrum abuse de sa position d'homme de Dieu pour profiter des jeunes filles fragiles venues se confesser auprès de lui. Lorsqu'elles se confient, le père Meldrum enregistre secrètement leurs secrets pour ensuite leur faire du chantage. Frustré par sa misérable vie sexuelle, il séquestre notamment sa propre mère avec l'aide d'une tortionnaire blonde et castratrice. Femme libérée, Jenny est sa nouvelle proie et Meldrum, obsédé par elle, s'immisce dans sa vie privée en la traquant, en la faisant chanter avec ses aveux sur un avortement qu'elle a subi puis en tuant les hommes qu'elle fréquente pour la remettre sur le bon chemin et pour la purifier. Lorsqu’elle comprend qu'il est un psychopathe, personne ne la croit car il est inimaginable qu'un homme de foi puisse être un pervers et un meurtrier...

## Fiche technique
- Titre original : House of Mortal Sin
- Titre français : Mortelles Confessions
- Réalisation et production : Pete Walker
- Scénario : David McGillivray
- Montage : John Black
- Musique : Stanley Myers
- Photographie : Peter Jessop
- Sociétés de production et distribution : Anchor Bay Entertainment
- Pays d'origine :  Royaume-Uni
- Langue originale : anglais
- Format : couleur
- Durée : 104 minutes
- Genre : film d'horreur
- Date de sortie : 
  - Royaume-Uni : février 1976
  - États-Unis : mars 1977

## Distribution
- Anthony Sharp : Père Xavier Meldrum
- Susan Penhaligon : Jennifer Welch
- Stephanie Beacham : Vanessa Welch
- Norman Eshley : Père Bernard Cutler
- Sheila Keith : Miss Brabazon
- Hilda Barry : Mrs. Meldrum
- Stewart Bevan : Terry Wyatt
- Julia McCarthy : Mme Davey
- John Yule : Robert
- Bill Kerr : M. Davey
- Victor Winding : Dr. Gaudio
- Jack Allen (en) : GP
- Kim Butcher : Valerie Dawey
- Ivor Salter : Gravedigger
- Andrew Sachs : L'homme dans l'église
- Jane Hayward : l'infirmière Fowler
- Mervyn Johns : Père Duggan
- Melinda Clancy : la fille au Presbytère (non crédité)
- David Corti : Altar Boy (non crédité)
- Anthony Hennessey : le policier (non crédité)
- Austin King : le garçon au Presbytère (non crédité)
- Nicolas Power : Altar Boy (non crédité)

## À noter
- Au moment de sa sortie, ce film fut considéré comme très osé car il était très critique à l'encontre de l'église et de ses membres.
- Ce film marque la première collaboration de Stephanie Beacham avec Pete Walker.
- Il s'inscrit dans la lignée des films comme The Fiend_(film) (1972) et Communion sanglante sortit cette même année 1976.